# هومبيرتو غارسيا
هومبيرتو غارسيا (بالإسبانية: Humberto García)‏ هو لاعب كرة قدم باراغواياني في مركز الوسط، ولد في 13 مايو 1974 في لوكي في باراغواي. لعب مع Club Sport Colombia ‏.